# ハイネケン

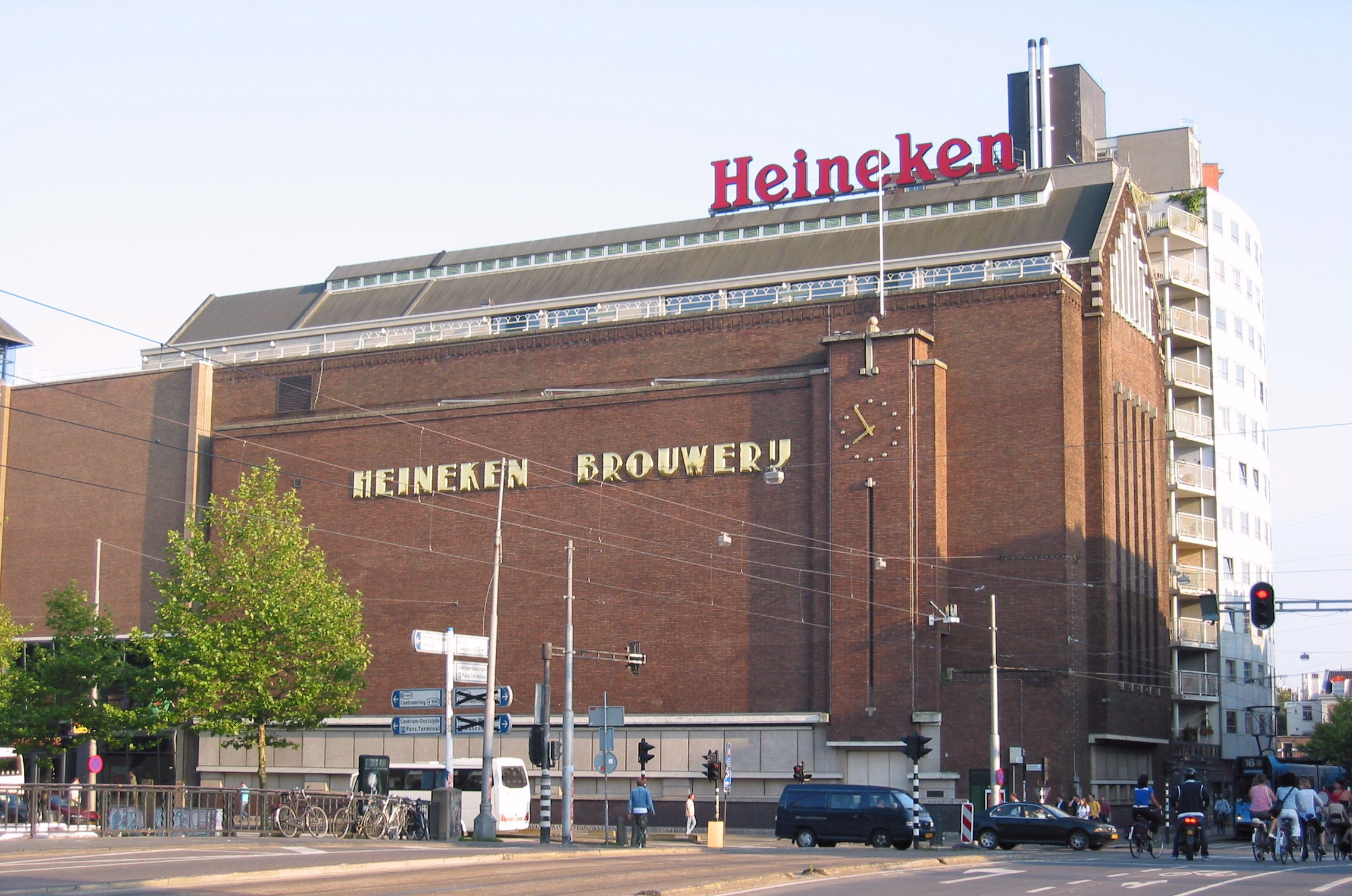
アムステルダムにあるハイネケンの元工場、現在は博物館になっている

ハイネケン（オランダ語: Heineken オランダ語発音: [ˈɦɛinəkən]）は、オランダのビール醸造会社及びブランド名である。ハイネケン・ホールディングの主要ブランド。親会社とは別に、単独でユーロネクスト・アムステルダムに上場している（Euronext: HEIA ）。
1863年にヘラルド・A・ハイネケンによって創立され、現在では世界170か国以上で販売、アンハイザー・ブッシュ・インベブに次ぐ世界第2位のシェアを占める（2023年）世界的ビール会社。オランダも含めて世界100か国に醸造工場を持つ。アフリカやアジアなどでビール会社に技術指導を行っている。
日本では麒麟麦酒（二代目）との合弁会社ハイネケン・キリン株式会社（2010年3月にハイネケンジャパン株式会社から商号変更）を通じて、いくつかのビールが販売されていたが、2023年3月に提携を解消し、ハイネケン本社がハイネケン・ジャパンとして新会社を設立して事業を行っている。ただし、一部の瓶製品・缶製品・業務用向け製品の日本国内での製造は引き続き麒麟麦酒に委託している。

## 製品一覧

### ハイネケン・グリーンボトル 5％
1873年に誕生したラガービール。緑色のボトルで、長年世界中で愛飲されている。ギネス、バドワイザーと並ぶ最も有名な銘柄の一つ。

### ハイネケン・オールドブラウン 5.5％
通常のブラウン・エール。グリーンボトルより苦味が強く、アルコール度数も高い。現在日本で販売しておらず、ヨーロッパおよびアメリカ全土で販売されている。

### ハイネケン・ダーク 6％
黒ビール（通称:ハイネケンブラック）黒色で濃厚で少し甘い。(GRAND PRIX PARIS 1889)金賞を2度受賞。

### ハイネケン・スペシャルダーク 7％
ハイネケン・ダークをさらに濃厚にしたビール。

### ハイネケン・ボック 6％
赤色の甘いビール（通称:ハイネケンレッド）イギリスやアメリカの多くのバーで飲むことが出来る。

### ハイネケン・シルバー 4％
2019年4月よりベトナムを皮切りに順次世界で発売が開始されたプレミアムビール。アルコール度数も4%と通常のハイネケンより控えめで、軽く飲みやすい爽やかな味わいが特徴。

### ハイネケン・バクラー 0.5％
ビールテイスト飲料と呼ばれる銘柄。アルコール度数を0.5％に抑えている。

### ハイネケン・ゼロ 0.0％
2017年3月から発売されたハイネケンブランド初のノンアルコールビール。

### 各地域市場

#### 日本
現在日本で販売されている製品は下記の通り。
- ハイネケンびん （330mlロングネック）
- ハイネケン缶 （350ml）
- ハイネケン・ゼロ ロングネックびん・スリーク缶（いずれも330ml、2023年10月16日より発売開始）
- ハイネケン・ドラフトビール（7L/15L。樽はキリンビール各種と共通）
グリーンラベルの瓶（ショートネックのみ）と樽生は以前から国産だったが、350ml缶も2007年2月より国産化されている（キリンビールのライセンス生産。提携解消後も継続）。なお、ショートネック瓶は2014年に製造終了し、ロングネックに統一されている。ロングネック瓶は以前はオランダ製だったが、2015年から国産化されている。
- ハイネケン・ダーク （355ml/2012年輸入終了）
- ハイネケン・バクラー（ビールテイスト飲料）（330ml/2010年11月輸入終了）

## 企画
- ハイネケン・エクストラコールド
- ハイネケン・アペ
- ハイネケン・エクスピリエンス

## F1スポンサー
チーム、ドライバーおよびサーキットは長期に及び、財政的支援をタバコメーカーに依存していた。しかし、たばこ広告の有害性を国際的に批判されたことを受け、相次いでチームはタバコメーカーとの契約を終了した。その中で資金提供を交渉したのがハイネケンである。カナダグランプリではHeinekenの看板がRolexと同じほどにコースを埋め尽くしたが、これに反飲酒団体が苦言を呈している。バーレーングランプリやアゼルバイジャンで行われる2016年ヨーロッパグランプリでは、ほぼ国教といって差し支えない両国のイスラム教信者に配慮してハイネケンの看板は用いられていない。ただし2017年からWHEN YOU DRIVE NEVER DRINKの標語を貼ることを条件に、広告が緩和されたグランプリもある。なお近年ほぼ全てのグランプリの会場ではノンアルコールビールブランド「ハイネケン・ゼロ 0.0%」の看板・広告が掲示されているほか、2023・2024年のラスベガスグランプリでは「ハイネケン・シルバー」が特別協賛している。

## 作品
- ハイネケン誘拐の代償 - 経営者の誘拐事件を題材にした映画